# Madracis asanoi
Madracis asanoi là một loài san hô trong họ Astrocoeniidae. Loài này được Yabe & Sugiyama mô tả khoa học năm 1941.